# Hagenower Heide
Hagenower Heide este o arie protejată (arie de protecție specială avifaunistică — SPA) din Germania întinsă pe o suprafață de 2.871 ha, integral pe uscat.

## Localizare
Centrul sitului Hagenower Heide este situat la coordonatele 53°27′02″N 11°15′54″E / 53.4506°N 11.265°E.

## Înființare
Situl Hagenower Heide a fost declarat arie de protecție specială avifaunistică în aprilie 2008 pentru a proteja 16 specii de animale.

## Biodiversitate
Situată în ecoregiunea continentală, aria protejată nu include niciun habitat protejat.
La baza desemnării sitului se află mai multe specii protejate de  păsări (16): pescăruș albastru (Alcedo atthis), caprimulg (Caprimulgus europaeus), barză albă (Ciconia ciconia ciconia), erete de stuf (Circus aeruginosus), ciocănitoarea de stejar (Dendrocopos medius), ciocănitoare neagră (Dryocopus martius), presură de grădină (Emberiza hortulana), Grus grus grus, codalb (Haliaeetus albicilla), capîntortură (Jynx torquilla), sfrâncioc roșiatic (Lanius collurio), ciocârlie de pădure (Lullula arborea), gaia roșie (Milvus milvus), viespar (Pernis apivorus), cresteț pestriț (Porzana porzana), silvie porumbacă (Sylvia nisoria).